# Centralne Archiwum Wojskowe
Centralne Archiwum Wojskowe – centralne archiwum wojskowe w Polsce, z siedzibą w dzielnicy Rembertów w Warszawie, przy ul. Czerwonych Beretów bl. 124. Komórka organizacyjna Wojskowego Biura Historycznego im. gen. broni Kazimierza Sosnkowskiego

## Historia

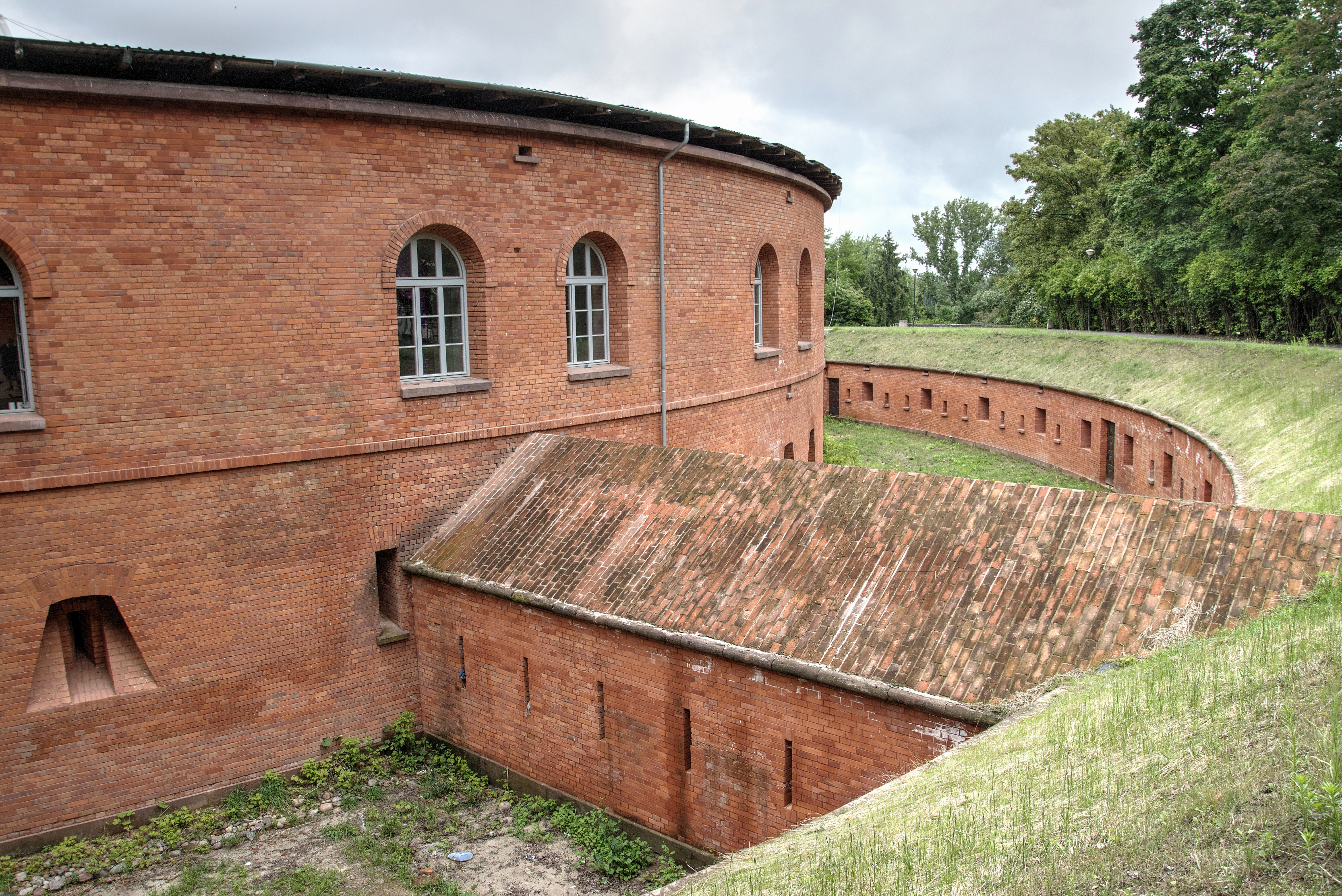
Fort Legionów, w latach 1920–1931 siedziba Archiwum

CAW rozpoczęło działalność w roku 1918, ale początki jego sięgają roku 1916, kiedy powstała sekcja Naukowa Komisji Wojskowej Tymczasowej Rady Stanu.
W 1919 r. Instytut Historyczno-Wojskowy wraz z Centralnym Archiwum Wojskowym weszły w skład Departamentu V Naukowo-Szkolnego Ministerstwa Spraw Wojskowych. W czerwcu 1927 r. CAW zostało wydzielone z Wojskowego Instytutu Naukowo-Wydawniczego i podporządkowane szefowi Wojskowego Biura Historycznego. Jednocześnie otrzymało ono nazwę Archiwum Wojskowe.
Pierwszą siedzibą Archiwum był pałac Pod Blachą w Warszawie. W 1920 r. zostało przeniesione do fortu Legionów, natomiast od 1931 r. do wybuchu II wojny światowej Archiwum mieściło się przy ul. Pokornej.
W czasie wojny najcenniejsze archiwalia zostały ewakuowane do Rumunii, a ewakuacją kierował ówczesny dyrektor Archiwum, mjr Bolesław Waligóra. W listopadzie 1939 archiwalia te zostały dalej ewakuowane przez Paryż do Londynu i do Nowego Jorku. Dyrekcja CAW była jednak współodpowiedzialna za dopuszczenie do przejęcia przez Niemców po kapitulacji Warszawy archiwaliów odpowiedzialnego za wywiad i kontrwywiad Oddziału II Sztabu Generalnego Wojska Polskiego przechowywanych w forcie Legionów. Zostały one wywiezione przez Niemców do Gdańska Oliwy, a następnie wykorzystane do likwidacji pracowników polskiego wywiadu, kontrwywiadu i ich współpracowników, a także polskich działaczy niepodległościowych.
Zbiory przejęte przez III Rzeszę Niemiecką gromadzone w Gdańsku Oliwie zostały w większości odzyskane. Ze zbiorów przejętych przez ZSRR w 1964 r. strona radziecka zwróciła małą część (ok. 400 m.b. akt), przy czym ok. 10 000 j.a. pozostało w Centralnym Archiwum Specjalnym przy MWD (od 1964 r. przy Radzie Ministrów ZSRR) w Moskwie.
Archiwum Wojskowe wznowiło działalność w 1944 roku z siedzibą w Lublinie, a później w Łodzi oraz oddział w Gdańsku-Oliwie po przejęciu akt niemieckich. Centralne Archiwum Wojskowe powołano rozkazem Naczelnego Dowództwa WP nr 0194/Org. z sierpnia 1945 r. W 1951 r. rozkazem Ministra Obrony Narodowej nr 01/Org. powołano CAW w Warszawie, rozformowując jednocześnie istniejącą placówkę w Oliwie. Nową siedzibą został fort Sokolnickiego, a w latach 50 XX w. placówka uzyskała dodatkowe pomieszczenia magazynowe w Wesołej. Od maja 1972 r. stałą siedzibą CAW jest blok 124 na terenie Akademii Sztuki Wojennej w Rembertowie.
W latach 1990–2009 w CAW miało miejsce bezprawne niszczenie akt wojskowych.
Decyzją Ministra Obrony Narodowej nr 199/MON z 10.07.2003 r. Centralne Archiwum Wojskowe otrzymało imię patrona mjr Bolesława Waligóry.
21 kwietnia 2016 r. Minister Obrony Narodowej Antoni Macierewicz podpisał decyzję Nr 127/MON o utworzeniu Wojskowego Biura Historycznego im. gen. broni Kazimierza Sosnkowskiego (WBH). Centralne Archiwum Wojskowe stało się komórką organizacyjną WBH.
W skład CAW wchodzą m.in.:
| Nazwa                                        | Adres                        | Oddział                           |
| -------------------------------------------- | ---------------------------- | --------------------------------- |
| Archiwum Wojskowe w Nowym Dworze Mazowieckim | ul. 1 Pułku Myśliwskiego 200 |                                   |
| Archiwum Wojskowe w Oleśnicy                 | ul.Wileńska 14               |                                   |
| Archiwum Wojskowe w Toruniu                  | ul. Chłopickiego 1-7         | Gdynia, ul. Arenda Dickmana 10/14 |

## Kierujący CAW
Od chwili powstania CAW kierowali nim:
- ppłk dr Bronisław Pawłowski (1918–1933)
- mjr Bolesław Waligóra (1933–1939)
- ppor. Roch Morcinek (20.07–20.09.1945),
- ppłk Piotr Paweł Popławski (21.09.1945 – 15.05.1951),
- mjr Władysław Skoczeń (tymczasowo),
- ppłk Władysław Dąbrowski (16.05.1951 – 31.12.1954),
- płk Leszek Lewandowicz (10.05.1955 – 31.08.1975),
- płk Ludwik Wojna (1.09.1975 – 27.02.1980),
- płk Kazimierz Sitkowski (28.02.1980 – 25.11.1991),
- płk Andrzej Bartnik (26.11.1991 – 5.04.2001),
- kmdr dr Waldemar Wójcik (6.04.2001 – 30.05.2007),
- dr Czesław Andrzej Żak (26.06.2007 – 4.01.2016),
- dr hab. Sławomir Cenckiewicz (p.o., 4.01.2016)[5][6]
- mgr Katarzyna Górny (2016–2018)
- mgr Łukasz Cięgotura od 2018[7]
- mgr Patrycja Kaczmarska od 1.10.2022[8]

## Zadania CAW
Do ustawowych zadań Centralnego Archiwum Wojskowego należy:
- koordynowanie działalności archiwalnej w resorcie Obrony Narodowej;
- kształtowanie wojskowego zasobu archiwalnego;
- gromadzenie, ewidencja, przechowywanie, opracowywanie i zabezpieczanie materiałów archiwalnych oraz prowadzenie działalności informacyjnej;
- opiniowanie projektów przepisów normatywno-prawnych mających wpływ na kształtowanie zasobu archiwalnego i postępowanie z materiałami archiwalnymi;
- opracowywanie projektów resortowych przepisów normatywno-prawnych w sprawach archiwalnych;
- prowadzenie w kraju i za granicą poszukiwań polskich archiwaliów wojskowych, we współpracy z Naczelnym Dyrektorem Archiwów Państwowych;
- organizowanie i prowadzenie kontroli postępowania z materiałami archiwalnymi i z dokumentacją niearchiwalną w komórkach organizacyjnych Ministerstwa Obrony Narodowej oraz jednostkach organizacyjnych podległych MON lub przez nie nadzorowanych;
- przeprowadzanie ekspertyz akt i udzielanie zezwoleń na brakowanie dokumentacji niearchiwalnej;
- wydawanie uwierzytelnionych odpisów, wypisów, wyciągów i reprodukcji przechowywanych materiałów archiwalnych, a także zaświadczeń na podstawie tych materiałów;
- prowadzenie prac naukowo-badawczych w dziedzinie archiwistyki wojskowej;
- udostępnianie materiałów archiwalnych do celów służbowych i naukowo-badawczych;
- wykonywanie usług archiwalnych dla jednostek organizacyjnych i obywateli w zakresie wyszukiwania, prowadzenia kwerend, kopiowania, fotokopiowania i konserwacji materiałów archiwalnych.